# Ray Tomlinson
Raymond Samuel "Ray" Tomlinson (Amsterdam, Nueva York, 23 de abril de 1941 - 5 de marzo de 2016) fue un programador informático estadounidense, que implementó en 1971 el primer sistema de correo electrónico en ARPANET, red precursora del Internet.

## Historia
Tomlinson se graduó en 1963 en el Instituto Politécnico Rensselaer antes de obtener su máster en ingeniería eléctrica del Massachusetts Institute Technology (MIT), donde trabajó en el campo de la síntesis del habla.
En 1967 ingresó a la empresa BBN (Bolt, Beranek and Newman), la cual recibió el encargo de trabajar para la red de computadoras ARPANET (Advanced Research Projects Agency Network) con un sistema de inter-comunicación militar. Una vez integrado al equipo de trabajo, desarrollaron un programa llamado SNDMSG para enviar mensajes entre las distintas terminales de una misma computadora.
Al inicio de la década de 1970, los usuarios militares o de grandes empresas utilizaban mayormente la informática mediante "terminales tontas o bobas" (una pantalla y un teclado, sin la capacidad de procesamiento ni almacenamiento), conectados a un servidor.
En septiembre de 1971, cuando la BBN ya estaba conectada a ARPANET, Tomlinson adaptó el programa SNDMSG de forma tal que sirviera para enviar mensajes entre diferentes usuarios conectados a una red más amplia, pero sin que fueran conocidos (lo que hoy día se conoce como correo electrónico o e-mail). Allí fue que se le ocurrió utilizar un símbolo, @ (arroba), como separador entre el nombre del usuario y del servidor. Su primera dirección de correo electrónico fue tomlinson@bbn-tenexa. 
La idea era utilizar un símbolo que estuviese en todos los teclados pero que no apareciera en los nombres propios de las personas o empresas ni de los servidores. La @ estaba en los teclados pero no tenía utilidad alguna, por lo que no entraba en conflicto con nada estipulado anteriormente.
Tomlinson continuó trabajando en BBN y realizó también otros desarrollos importantes con el diseño de computadoras, arquitectura de redes, protocolos en la red y síntesis digital.
Entre otras muchas cosas, Tomlinson desarrolló el software Reaper, diseñado para eliminar Creeper, considerado como el primer virus de la historia.
En 2009 Tomlinson obtuvo el Premio Príncipe de Asturias a la investigación científica y técnica, junto a Martin Cooper, por su aportación al desarrollo del correo electrónico y de la telefonía móvil. El jurado reconoció que los hallazgos de ambos investigadores «se encuentran entre las más grandes innovaciones tecnológicas de nuestro tiempo».
En 2012 fue incluido en el popular Internet Hall of Fame (Salón de la Fama de Internet), iniciativa de la Internet Society que, a modo de museo virtual, reconoce la contribución de personas clave en el desarrollo de la red.
Murió el 5 de marzo de 2016 a causa de un infarto.

## Premios
- Premio príncipes de Asturias en 2009 (compartido con Martin Cooper,[10] inventor de la telefonía móvil).

- Premio en 2014 por telecomunicaciones.